# Roger Karoutchi
Pour les articles homonymes, voir Karoutchi.
Roger Karoutchi, né le 26 août 1951 à Casablanca, est un homme politique français. 
Il est conseiller régional d'Île-de-France de 1992 à 2015, député européen de 1997 à 1999 et sénateur des Hauts-de-Seine de 1999 à 2007. Dans les gouvernements François Fillon I et François Fillon II, de 2007 à 2009, il est secrétaire d'État chargé des Relations avec le Parlement.
Devenu représentant permanent de la France auprès de l'OCDE, il retrouve son siège de sénateur en 2011. Il est premier vice-président du Sénat de 2020 à 2023.

## Biographie

### Origines
Roger Karoutchi est le fils d'Halter Karoutchi, chirurgien-dentiste et de Sol Fedida, femme au foyer. Il est issu d'une famille d'origine juive marocaine d'Essaouira, anciennement Mogador, arrivée au Maroc en provenance de Livourne dans le grand-duché de Toscane au XVIIIe siècle. Une partie de la famille Karoutchi émigre en Israël, où son cousin, Mike Karoutchi, est chanteur.

### Vie privée
Le 23 janvier 2009, dans une interview à l'AFP il rend publique son homosexualité. Quelques années plus tard, Il confirme  avoir conclu un « mariage de convenance » avec une amie au début des années 1980 pour « faire écran » à son homosexualité,.

### Formation et carrière professionnelle
Agrégé d'histoire en 1974, titulaire d'une maîtrise de droit et ancien élève de l'Institut d'études politiques d'Aix-en-Provence (dont il n'est pas diplômé), il est professeur d'histoire et d'économie à Goussainville (Val-d'Oise) puis à Paris, entre 1975 et 1989. Il est inspecteur général de l'Éducation nationale à partir de 1997.

### Parcours politique

#### Débuts, à l'UDR puis au RPR
Roger Karoutchi se lance en politique à l'âge de 16 ans, en adhérant à l'Union des démocrates pour la République (UDR). Délégué national du Rassemblement pour la République (RPR), chargé de la jeunesse de 1981 à 1985, il seconde, en 1981, Nicolas Sarkozy, alors président du comité de soutien des jeunes à la candidature de Jacques Chirac à l'élection présidentielle, avant de devenir délégué national à la jeunesse du RPR, puis chargé de mission auprès du secrétaire général du RPR (1985-1986).
Comme délégué national des Jeunes du RPR, il crée les premières universités d'été d'un mouvement politique en France. Dans son équipe, se trouvent notamment Renaud Muselier et Thierry Mariani.

#### Collaborateur de Philippe Séguin
À partir de 1986, il entre, aux côtés de Philippe Séguin, comme chargé de mission auprès du ministre des Affaires sociales et de l'Emploi (1986-1988), chargé notamment des discours. Il est ensuite son chef de cabinet de 1993 à 1997, quand ce dernier est président de l'Assemblée nationale, puis son conseiller politique quand il est président du RPR, entre 1997 et 1999. Comme lui, il soutient Jacques Chirac à l'élection présidentielle de 1995.
Pendant toutes ces années, il exerce dans le même temps différentes fonctions au RPR, comme délégué national à la formation (1989), membre du conseil national, secrétaire national chargé de l'administration générale et de l'animation (1998-1999), secrétaire national aux élections, puis à la politique européenne et à l'administration générale (1999).

#### Conseiller régional d'Île-de-France
Il est élu conseiller régional d'Île-de-France en 1992. Président du groupe RPR (1998-2002), puis du groupe UMP (2002-2010) au conseil régional, il est battu lors de la primaire en vue de l'élection régionale de 2010 par Valérie Pécresse, qui recueille 59,9 % des suffrages. 
En septembre 2013, il annonce qu'il ne sera pas à nouveau candidat à une primaire UMP en vue de l'élection régionale prévue pour 2015 et se rallie à Valérie Pécresse. Il quitte le conseil régional en 2015, après 23 ans de présence sans discontinuer.

#### Député européen puis sénateur
Il devient député européen en 1997, après la mort de Michel Debatisse. Au sein du Parlement européen, il est membre du groupe conservateur l'Union pour l'Europe (UPE), puis, après les élections de juin 1999, lors desquelles il est réélu, du groupe PPE-DE. Il démissionne quelques mois plus tard, en décembre 1999, à la suite de son entrée au Sénat pour remplacer Charles Pasqua, démissionnaire. Il y siège jusqu'à sa nomination au gouvernement, en 2007.

#### Membre du gouvernement

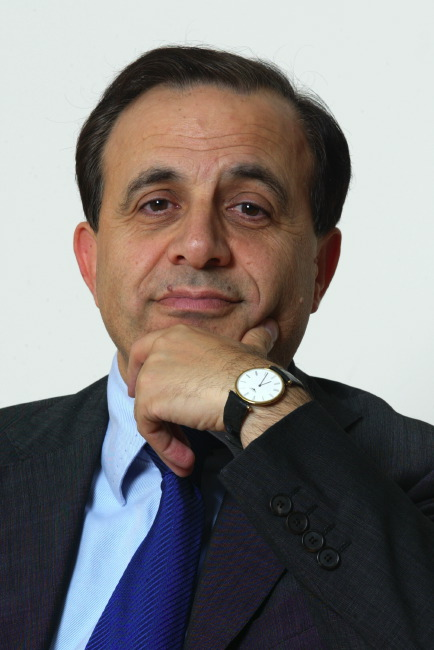
Roger Karoutchi en 2007.

Il soutient activement Nicolas Sarkozy lors de la campagne présidentielle de 2007. Après l'élection de ce dernier, il est, de 2007 à 2009, secrétaire d'État chargé des relations avec le Parlement. 
Lors des élections municipales de 2008, Roger Karoutchi est élu sur la liste de rassemblement UMP-DVD-Associative de Villeneuve-la-Garenne.
Il est par ailleurs secrétaire national fonctionnel chargé des fédérations UMP et président-fondateur de la Fédération nationale des élus régionaux (FNER) qui réunit, depuis juillet 1998, les élus régionaux de droite et du centre.
Lors du remaniement du 23 juin 2009, il n'est pas reconduit dans ses fonctions ministérielles. Il est peu après nommé représentant permanent de la France auprès de l'OCDE, fonction qu'il occupe jusqu'en août 2011.

#### Retour au Sénat et responsabilités à l'UMP et à LR
Détaché de son service d'inspecteur général de l'Éducation nationale pour exercer son mandat de sénateur, il est réintégré dans cette fonction le 1er janvier 2012, afin de faire valoir ses droits à la retraite.
Le 18 juin 2012, il lance son propre mouvement, « Rassemblement gaulliste ». Cette initiative aboutit au dépôt d'une motion gaulliste, « Le Gaullisme, une voie d'avenir pour la France », en vue du vote des militants instaurant des « mouvements » au sein de l'UMP à l'occasion du congrès de novembre 2012. En vue de ce congrès, il soutient par ailleurs la candidature de Jean-François Copé, dont il devient directeur de campagne.
En janvier 2013, dans le cadre de la direction partagée entre Jean-François Copé et François Fillon, il devient vice-président de l'UMP avec cinq autres personnalités du parti, en plus du vice-président délégué Luc Chatel, en poste depuis novembre 2012.
Après le renouvellement de la moitié du Sénat en septembre 2014, il présente sa candidature pour présider le groupe UMP. Il est battu par Bruno Retailleau, sénateur de Vendée soutenu par François Fillon, Gérard Larcher et Jean-Pierre Raffarin.
Le 9 décembre 2014, Nicolas Sarkozy, élu président de l'UMP, le nomme vice-président de la commission nationale d'investiture. Le 8 janvier 2016, il devient secrétaire général adjoint du parti (devenu Les Républicains), chargé des élections.
Il soutient Nicolas Sarkozy pour le premier tour de la primaire présidentielle des Républicains de 2016. Le 29 août, il est nommé coordinateur adjoint de campagne. Dans l'entre-deux tours, après l'élimination de Nicolas Sarkozy, il apporte son soutien à François Fillon.
Il parraine Laurent Wauquiez pour le congrès des Républicains de 2017, scrutin lors duquel est élu le président du parti.
En février 2018, il intègre l'organigramme de Libres !, le mouvement de Valérie Pécresse, chargé des relations avec le Sénat.
En 2021, il accède à la présidence du groupe d'amitié France-Israël du Sénat. Il demande, en 2023, que le gouvernement français « punisse sévèrement » les personnes qui « ne soutiennent pas Israël et qui font l'apologie du terrorisme ».
En septembre 2024, alors qu'il s'était déclaré candidat à la présidence du groupe Les Républicains au Sénat, il retire finalement sa candidature. 
Il crée en octobre 2024, au sein du groupe Les Républicains du Sénat, le club politique "Les Sages du Palais" , "formé de sénatrices et de sénateurs expérimentés, refusant le jeunisme agressif, le dégagisme exacerbé, le wokisme qui veut nous régimenter". 

## Détails des fonctions et des mandats

### Mandats électoraux
- Conseiller municipal de Nanterre (1989-1995, 2001-2008)
- Conseiller municipal de Boulogne-Billancourt (1995-2001)
- Conseiller régional d'Île-de-France (1992-2015)
- Vice-président du conseil régional d'Île-de-France (1994-1998)
- Président du groupe RPR au conseil régional d'Île-de-France (1998-2002)
- Président du groupe Majorité présidentielle au conseil régional d'Île-de-France (2002-2010)
- Député européen (1997-2000)
- Suppléant de Charles Pasqua au Sénat
- Sénateur des Hauts-de-Seine (17 décembre 1999 - 24 juin 2007, 24 - 28 juillet 2009, depuis le 1er octobre 2011)
- Membre de la Haute Cour de justice
- Adjoint au maire de Villeneuve-la-Garenne (2008-2012)
- Premier vice-président du Sénat (2020-2023)

#### Fonctions ministérielles
- Secrétaire d'État chargé des Relations avec le Parlement, auprès du Premier ministre (18 mai 2007 - 23 juin 2009)

#### Au sein de partis politiques
- Délégué national du RPR, chargé de la jeunesse (1981-1985)
- Chargé de mission auprès du secrétaire général du RPR (1985-1986)
- Délégué national à la formation (1989)
- Membre du conseil national du RPR
- Secrétaire national chargé de l'administration générale et de l'animation au RPR (1998-1999)
- Secrétaire national aux élections du RPR, puis à la politique européenne et à l'administration générale (1999)
- Secrétaire national de l'UMP, chargé de l'animation et de la formation et des fédérations
- Délégué général de l'UMP chargé de l'Île-de-France
- Secrétaire départemental de l'UMP des Hauts-de-Seine
- Vice-président de l'UMP (janvier 2013 - juin 2014)
- Vice-président de la commission nationale d'investiture des Républicains (depuis le 29 novembre 2016)

#### Au Sénat
- Président de la délégation sénatoriale à la Prospective (2014-2020)

### Dans les médias
Il est un temps chroniqueur de l'émission de Laurent Ruquier On va s'gêner, sur Europe 1.

## Ouvrages
- Jean Zay, Ramsay, 2006  (ISBN 978-2-84114-825-7)
- Le Parlement, à quoi ça sert ?, Ellipses, 2007  (ISBN 978-2-7298-3764-8)
- Mes Quatre Vérités, Flammarion, 2009  (ISBN 978-2-08-122412-4) (écrit par Guy Benhamou[30], et en partie par Jean-Paul Brighelli[31],[32]).
- Le Livre noir des régions socialistes, présentant le bilan établi par son auteur de la gestion des régions sous présidence socialiste, 2005 (une édition par an jusqu'en 2009).